# Jaime Emma
Jaime Emma (ur. 17 stycznia 1938, zm. 9 stycznia 2005) – argentyński szachista, mistrz międzynarodowy od 1978 roku.

## Kariera szachowa
Od końca lat 50. XX wieku do końca 70. należał do szerokiej czołówki argentyńskich szachistów. W finale indywidualnych mistrzostw Argentyny zadebiutował w 1957, zajmując VI miejsce. Do 1988 w finałowych turniejach wystąpił łącznie 12 razy, zdobywając dwa medale: złoty (1978) i brązowy (1972). Trzykrotnie (1958, 1972, 1978 – na I szachownicy) reprezentował swój kraj na szachowych olimpiadach, w 1958  w Monachium zdobył wraz z drużyną brązowy medal. 
Do jego indywidualnych sukcesów należały m.in. zdobycie tytułu mistrza Buenos Aires (1965), I m. w Thea (1970), dz. II m. w Zarate (1974, za Carlosem Garcią Palermo), I m. w Mar del Placie (1975) oraz IV m. w Tramandai (1978, turniej strefowy, za Francisco Troisem, Luisem Bronsteinem i Hermanem van Riemsdijkiem). 
Najwyższy ranking w karierze osiągnął 1 stycznia 1980, z wynikiem 2440 punktów zajmował wówczas 6. miejsce wśród argentyńskich szachistów. Według retrospektywnego systemu Chessmetrics, najwyższą punktację posiadał w styczniu 1965 (2539 pkt i 122. miejsce na świecie).